# Agrilus bennigseni
Agrilus bennigseni é uma espécie de inseto do género Agrilus, família Buprestidae, ordem Coleoptera. Foi descrita cientificamente por Kerremans, 1899.